# John Fletcher (dramaturg)
John Fletcher (n. 1579 - d. 1625) a fost un dramaturg englez din epoca iacobiană.
S-a remarcat prin piesele scrise în colaborare cu Francis Beaumont.

## Opera
- 1609: Spițerul înflăcărat ("The Knight of the Burning Pestle")
- 1609: Philaster
- 1611: Tragedia Fecioarei ("The Maid's Tragedy"), opera sa cea mai reprezentativă
- 1647: Fericirea unui om onest ("The Honest Man's Fortune")

## Colaborarea cu William Shakespeare
John Fletcher a fost un posibil colaborator al lui Shakespeare la piesa Henric al VIII-lea.